# Karthauzi Szent Dénes
Karthauzi Szent Dénes (hollandul: Denis van Ryckel, latinul: Dionysius Carthusianus), (1402 vagy 1403 – 1471. március 12.) németalföldi (a mai Hollandia) karthauzi szerzetes, egyházi író. Mellékneve: „Doctor Ecstaticus”.

## Élete
Karthauzi Szent Dénes a régi nemes Leewis családban született 1402-ben vagy 1403-ban a mai Belgium területén fekvő Rickel helységben. Már gyermekkorában a nagy tudásszomjjal jelentkezett nála az Istenes életre való hajlam. Elzárkózva akart élni a világtól, Istennek tanulás és imádság közt, erre vágyott fiatalon. 18 éves korában a karthauzi rendbe akart lépni, de fiatal kora miatt nem vették fel. Ezért a kölni egyetemre ment, ahol teológiát tanult, és 21 éves korában megszerezte a Magister címet. Az egyetemet követően 1424-ben Roermunde-ban belépett a karthauzi rendbe, és hamarosan az egész kolostor mintaképe lett önmegtagadásban, önsanyargatásban, alázatosságban. Életrajzírói szerint olyan jó emlékezőtehetsége volt, hogy az egyszer elolvasott dolgokat kívülről tudta. Állítólag képes volt holdfénynél is olvasni, alig aludt valamit, nem válogatott az éltelek között. Már szerzetességének korai szakaszában sok munkát írt, ezért – és Istenes élete miatt – híre hamar elterjedt a kolostor falain kívül is. Sokan keresték fel levélben, sokan személyesen tanácsot, lelki útmutatást kérni. Nicolaus Cusanus bíboros, pápai követ Dénest vitte magával 1451-ben útjára a Német-római Birodalomba.
Fejedelmek, hercegek és püspökök álltak levelezésben a karthauzi szerzetessel. III. Fülöp burgundi herceg Dénes buzdítására ’s-Hertogenboschban karthauzi-kolostort alapított, és perjelévé Dénest nevezte ki. Néhány évnyi szolgálat után, 1467-ben Dénes megvált állástól, és visszavonult roermundei magányába. Ugyan idős ember volt már, de még sok művet alkotott élete utolsó éveiben. Életrajzírói szerint mély jámborságát Isten különös kegyelem ajándékokkal tüntette ki: eksztatikus állapotok, látomások kísérték elmélkedéseit. Ezek hatására az öreg szerzetes – akárcsak kortársai, Szent Brigitta és Sziénai Szent Katalin – intő leveleket írt püspökökhöz, és a pápához; bűnbánatra, az egyházi visszaélések megszüntetésre serkentve őket. 1471-ben hunyt el.
Az egyház Venerabilis címmel tüntette ki, de boldoggá avatás pere a 17. században elakadt. Relikviáinak nagy része a roermondi nagyszemináriumban (az egykori kolostorban) nyugszik.

## Művei

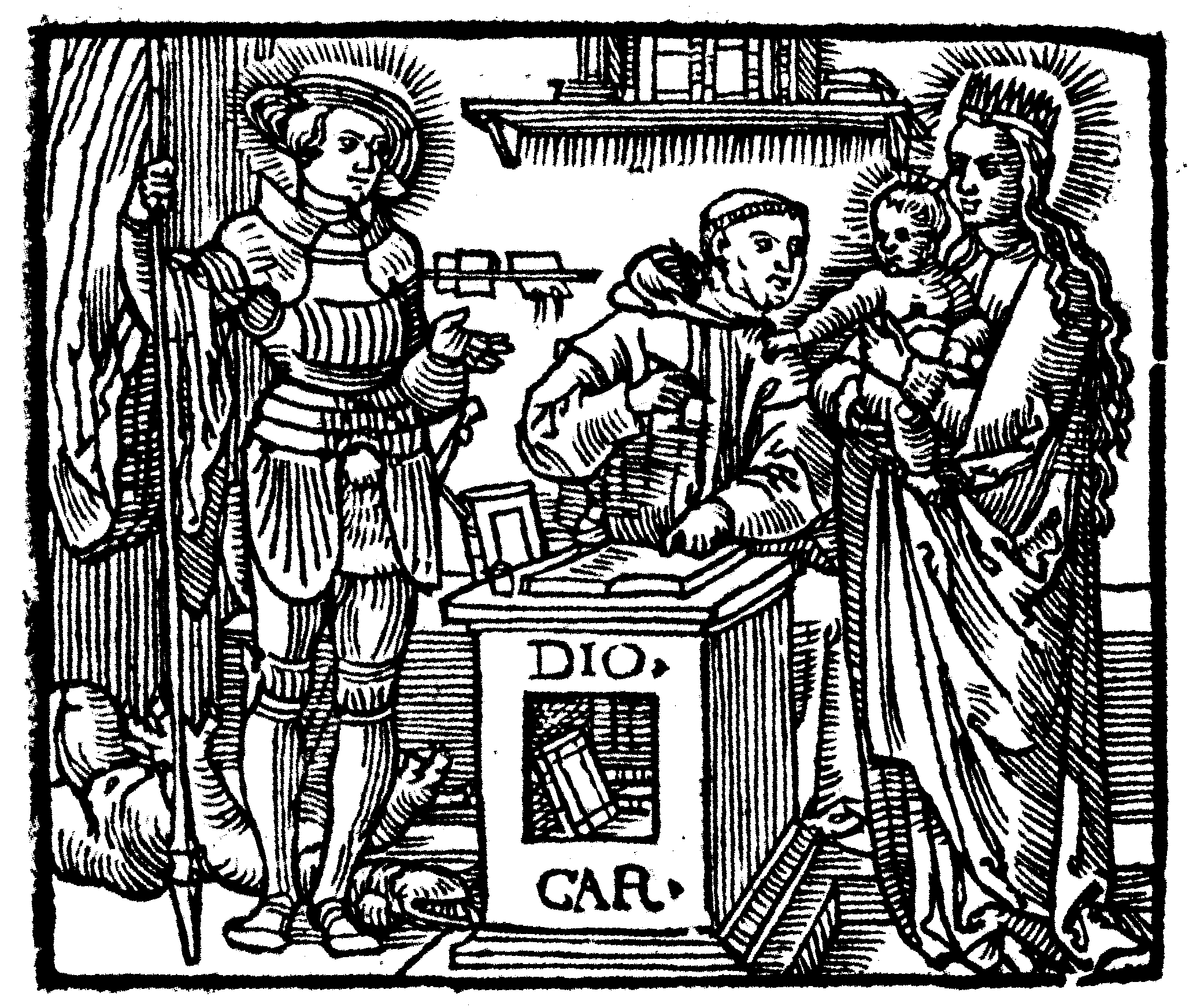
Anton Woensam (1490–1541): Karthauzi Szent Dénes Szent Györggyel és Szűz Máriával és a kis Jézussal Peter Blomevenna Enchiridion Sacerdotumában (Köln, 1532)

Dénes írói termékenysége bámulatos, Johannes Trithemius szerint csak Szent Ágoston volt hozzá hasonlóan termékeny szerző. Szerzetes életének első szakaszában misztikus értelmű magyarázatokat irt a Biblia összes könyvéhez, Pszeudo-Dionüsziosz irataihoz, Lépcsős Szent János, Johannes Cassianus munkáihoz és Petrus Lombardus Sententiáihoz. Később számos aszketikus és hitbuzgalmi művet szerzett, a lelki életnek és jámborságnak ugyszólván minden tünetéről értekezett, és fennmaradtak fentebb említett levelei is. Lelki írásaival fölismerhetően hatott a misztikára. Dénes életrajzát Dietrich Loer von Stratum OCart (1500–1554) írta meg. Ő adta ki Dénes összes műveit is (1530–1536, 7 folió-kötet), amely szövegkritikailag kifogásolható ugyan, de az újabb kiadásoknak ez maradt az alapja.

## Magyarul
- Ha valaki üdvözülni akar. Az Atanáz-hitvallás kifejtése; ford., előszó, jegyz. Alácsi Ervin János; Kairosz, Bp., 2013 ISBN 9789636626686, 130 p.